# Wasserfreunde Spandau 04 Berlin
Wasserfreunde Spandau 04 je njemački vaterpolski klub iz Berlina.

## Klupski uspjesi
Višestruki je njemački prvak, a okitio se i naslovima europskog klupskog prvaka. Najjači je bio koncem 1980-ih.
- Kup prvaka: 1983., 1986., 1987., 1989.
- Europski superkup: 1986., 1987.
- Nacionalni prvak
  - Njemačka: 1991., 1992., 1994., 1995., 1996., 1997., 1998., 1999., 2000., 2001., 2002., 2003., 2004., 2005., 2007., 2008., 2009., 2010., 2011., 2012., 2014., 2015., 2016., 2017., 2019.
  - Zapadna Njemačka: 1979., 1980., 1981., 1982., 1983., 1984., 1985., 1986., 1987., 1988., 1989., 1990.

## Vanjske poveznice
- Službena mrežna stranica društva Wasserfreunde Spandau 04 e.V.
- Službena mrežna stranica odjela za ronjenje
- Službena mrežna stranica odjela za košarku  Arhivirana inačica izvorne stranice od 8. siječnja 2007. (Wayback Machine)